# ベッロズグアルド
ベッロズグアルド（伊: Bellosguardo）は、イタリア共和国カンパニア州サレルノ県にある、人口約800人の基礎自治体（コムーネ）。

## 地理

### 位置・広がり

#### 隣接コムーネ
隣接するコムーネは以下の通り。
- アクアーラ
- フェリット
- ラウリーノ
- オッターティ
- ロシーニョ
- サンタンジェロ・ア・ファザネッラ